# Stevie
STEVIE, ST Editor for VI Enthusiasts,
— клон текстового редактора vi Билла Джоя, созданный Тимом Томпсоном для Atari ST в 1987 году. Позднее он стал основой для Vim, выпущенного в 1991 году.
Томпсон опубликовал исходный код на языке Си как свободное программное обеспечение в группе новостей comp.sys.atari.st 28 июня 1987 года. Тони Эндрюс добавил возможности и портировал его на Unix, OS/2 и Amiga, опубликовав свою версию в группе новостей the comp.sources.unix как свободное программное обеспечение 6 июня 1988 года. В 1991 году Брам Моленар выпустил Vim, взяв за основу исходный код порта для Amiga.